# Eastwood-Geißelschildechse
Die Eastwood-Geißelschildechse (Tetradactylus eastwoodae) ist eine vermutlich ausgestorbene Echsenart aus der Gattung der Geißelschildechsen (Tetradactylus). Das Artepitheton ehrt die südafrikanische Biologin Audrey Eastwood, die 1912 den Holotypus gesammelt hatte.

## Merkmale
Die Kopf-Rumpf-Länge des Holotypus beträgt 64 mm und die Schwanzlänge 126 mm. Die Oberseite ist olivbraun. Der Rücken und der Schwanz sind einfarbig oder durch undeutlich markierte dunkle Längslinien, Reihen oder Flecken charakterisiert. Die Unterseite ist hell graubraun. Der Oberkopf weist dunkle Flecken auf. Der Körperbau ist schlangenförmig. Die Gliedmaßen sind sehr klein und die Zehen sind bekrallt. Die 5 mm langen Vordergliedmaßen sind dreizehig. Die mittlere Zehe ist am längsten, die innere Zehe ist länger als die winzige äußere. Die Hintergliedmaßen sind mit 6,5 mm etwas länger als die Vordergliedmaßen und zweizehig. Die innere Zehe ist winzig. Die Rückenschuppen sind gefurcht und stark gekielt. Sie sind in 12 Längsreihen sowie in 67 bis 70 Querreihen angeordnet. Die Bauchschilde sind in 6 bis 8 Längsreihen sowie in ungefähr 50 Querreihen aufgeteilt. Der Schwanz ist teilweise erneuert.

## Vorkommen und Lebensraum
Die Eastwood-Geißelschildechse war im Woodbush Forest Reserve in der Provinz Limpopo im Norden Südafrikas endemisch. Sie bewohnte offenes montanes Grasland.

## Aussterben
Die Eastwood-Geißelschildechse ist nur von zwei Exemplaren bekannt, die 1912 und 1928 gesammelt wurden und heute im Transvaal Museum in Pretoria aufbewahrt werden. Das Grasland wurde durch Brände zerstört und die Region mit Kiefern aufgeforstet.